# Dougouténé 1
Ne doit pas être confondu avec Dougouténé 2.
Dougouténé 1 est une commune du Mali de l'arrondissement de Toroli, dans le cercle de Koro et la région de Bandiagara.

## Villages
La commune s'étend sur 21 localités relevées lors du recensement général de 2009. 
Les villages les plus peuplés sont :
- Toroli (4 692 habitants)
- Dongole (2 259 habitants)
- Gandourou (1 877 habitants)